# Esclau moribund
Esclau moribund és una escultura de marbre blanc creada cap a 1513 per l'escultor renaixentista Miquel Àngel. Es troba al Museu del Louvre a París.

## Història
Va començar aquesta escultura Miquel Àngel, després de la realització de la pintura per a la Volta de la Capella Sixtina. Estava destinada per formar part del grup escultòric de la tomba del papa Juli II, que havien de col·locar-se a la part inferior.
És d'una bellesa formal i espiritual presentant un clar contrapposto, s'expressa en un abandonament com de cansament total, comparada amb escultures hel·lenístiques de l'últim període i amb una clara influència del Laocoont i els seus fills, també, segons l'historiador Tolnay, amb un sant Sebastià d'Antonio Rossellino. Vasari interpreta les escultures dels esclaus com una iconografia de les províncies sotmeses per Juli II al poder de l'església i Ascanio Condivi amb un significat de les arts liberals, donant-li a Esclau moribund l'al·legoria de la pintura per la mona que té als seus peus.
En haver estat eliminades aquestes obres per al monument de Juli II, Miquel Àngel va regalar aquesta escultura junt amb la d'Esclau rebel, el 1546 a Roberto Strozzi el qual va fer transportar les estàtues a França, l'abril de 1550. Enric II de Montmoreny el 1632 les va regalar al cardenal Richelieu que les va tenir al seu castell de Poitou, on les va veure Bernini. Finalment van ser confiscades pel govern francès l'any 1793 quan es pretenien de vendre per la vídua de l'últim mariscal Richelieu. Des d'aleshores es troben al Louvre.